# Gypsophila graminifolia
Gypsophila graminifolia là loài thực vật có hoa thuộc họ Cẩm chướng. Loài này được Barkoudak mô tả khoa học đầu tiên năm 1962.